# 慈雲山（北）巴士總站
22°21′03″N 114°11′53″E / 22.35091°N 114.19802°E

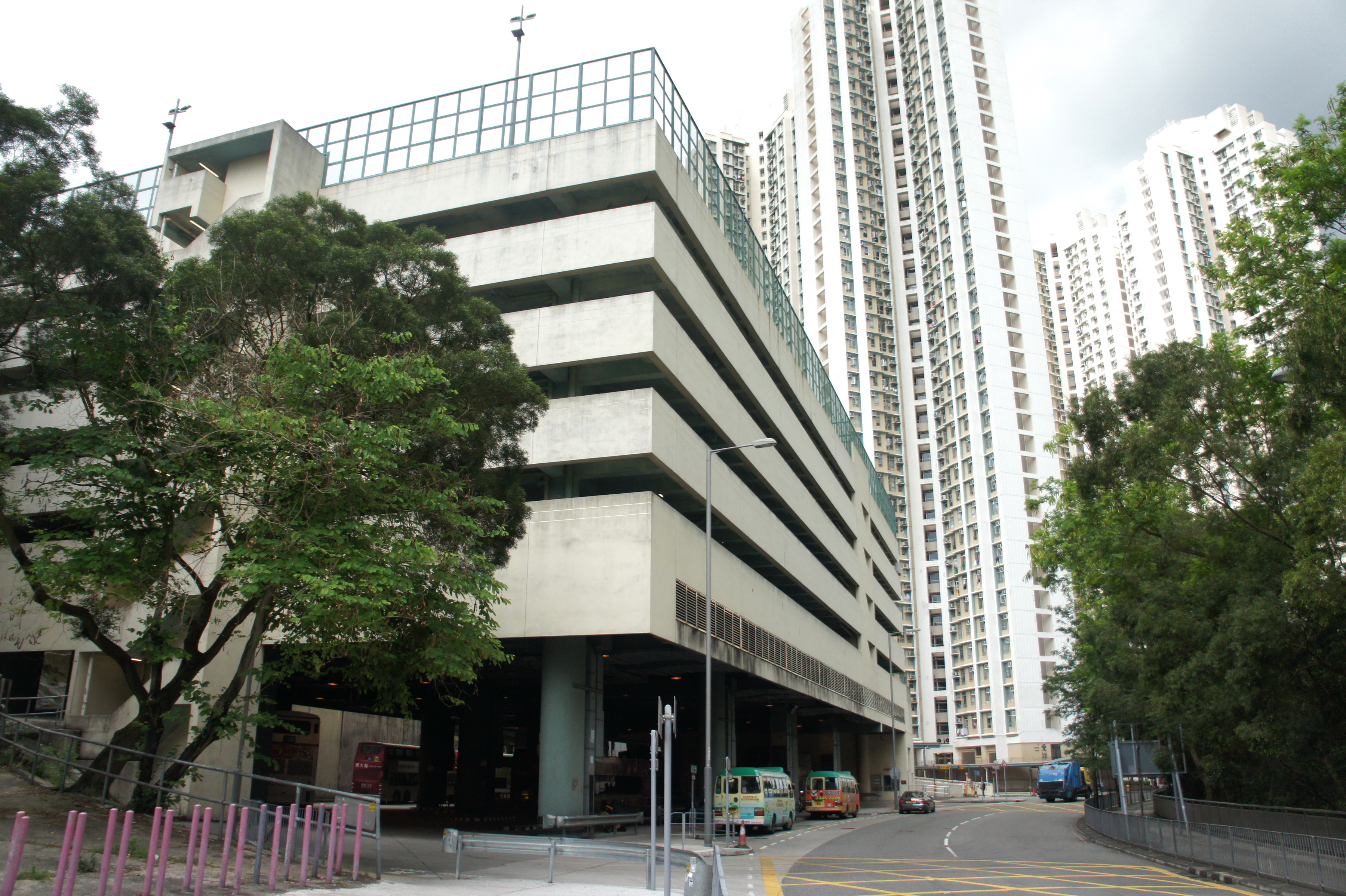
慈雲山（北）巴士總站，右方道路為慈雲山道。

慈雲山（北）巴士總站是香港一個有蓋巴士總站，位於黃大仙區慈雲山慈愛苑第3期旁。
本站原稱北慈雲山巴士總站，位於慈雲山邨第36座旁，於1965年啟用。在慈雲山邨重建前，北慈雲山巴士總站是一個坑狀露天車站。

## 總站路線

### 九龍巴士2F、2P線
2F
- 慈雲山（北） ↔ 長沙灣

1968年3月30日投入服務，途經深水埗、石硤尾、九龍塘、樂富及黃大仙，本線是香港各條巴士路線中，兩條編號是F字尾的路線之一（另一條是九龍巴士6F線）。
2P
- 長沙灣 → 慈雲山（北）

於2023年3月6日投入服務，途經深水埗及黃大仙，只於星期一至五下午繁忙時間服務。

### 九龍巴士3C、3X線
3C
- 慈雲山（北） ↔ 中港碼頭

1966年11月25日投入服務，途經黃大仙、樂富、九龍塘、旺角、油麻地、佐敦。
3X
- 慈雲山（北） → 中港碼頭（上午班次）
佐敦（西九龍站） → 慈雲山（北）（下午班次）

2016年11月28日投入服務，特快服務，途經慈雲山、富山、新蒲崗後不停站來往旺角、油麻地、佐敦及尖沙嘴，只於平日繁忙時間提供服務。

### 九龍巴士3M線
- 慈雲山（北） ↔ 彩雲

1979年12月16日投入服務，配合香港地鐵延至尖沙咀而提供接駁服務，途經富山邨、彩虹站。

### 九龍巴士15A線
- 平田 ↔ 慈雲山（北）

1968年2月24日投入服務，行走平田邨及慈雲山（北）之間，途經藍田、觀塘商貿區、九龍灣商業區、啟業邨、麗晶花園、彩虹邨、新蒲崗、慈雲山等地區。本線為唯一雙向走畢觀塘商貿區的巴士路線。

### 城巴A23線
- 慈雲山（北） ↔ 機場

於2020年1月6日投入服務。2023年4月29日起，改經富山邨、鑽石山、黃大仙、樂富、九龍塘、石硤尾、深水埗、長沙灣、美孚、荃灣路、青衣北岸公路、青嶼幹線、港珠澳大橋香港口岸及一號客運大樓。

### 城巴N23線
- 慈雲山（北） ↔ 東涌站（經機場）

1999年4月25日投入服務，由城巴營運，往來慈雲山（北）及東涌站。途經富山邨、鑽石山、新蒲崗、九龍城、馬頭圍、土瓜灣、紅磡、黃埔花園、佐敦（只限回程）、油麻地（只限去程）、旺角（只限去程）、大角咀（只限去程）、西九龍公路（只限回程）、青葵公路、青嶼幹線、一號客運大樓及機場後勤區，只於深宵時段提供服務。

### 過海隧道巴士302、302A線
302
- 慈雲山（北） → 上環

1991年7月29日投入服務，由慈雲山（北）單向前往上環。
302A
- 慈雲山（北） → 北角（健康村）

2013年10月28日投入服務，由慈雲山（北）單向前往北角（健康村）。

## 車坑分佈
| 車坑分佈（以入口最左邊起計） | 車坑分佈（以入口最左邊起計） | 車坑分佈（以入口最左邊起計） |
| 車坑編號                     | 寬度                         | 路線                         |
| ---------------------------- | ---------------------------- | ---------------------------- |
| 1                            | 雙坑                         | 九龍巴士3M線 城巴A23、N23線  |
| 2                            | 單坑                         | 九龍巴士15A線                |
| 3                            | 單坑                         | 九龍巴士2F線                 |
| 4                            | 單坑                         | 過海隧道巴士302、302A線      |
| 5                            | 單坑                         | 九龍巴士3C、3X線             |